# 阿拉伯弯刀
彎刀（英語：Scimitar）是一種單刃劍，刀身呈凸曲狀，在中世紀時期，流行於安納托力亞、阿拉伯、北非、波斯、中亞和南亞的伊斯蘭國家，因此又被稱為阿拉伯彎刀（英語：Arabian Scimitar）。
彎刀一詞是源自英語的「scimitar」，這個詞是歐洲用語，但它並不指特定的一種劍，而是泛指多種受中亞的吉爾曼人（ghilmans）影響，傳入中東的東方彎劍。所有這些劍的起源都可以追溯到突厥中亞（即土耳其斯坦）地區，當時這裡發展了早期的彎曲刀劍，如今已成為現代穆斯林國家中的重要文化之一。

## 名稱
英語中的「scimitar」一詞最早出現在16世紀中葉，部分主要源自中世紀法語的「cimeterre」（15世紀）以及來自義大利語的「scimitarra」（14世紀）。這些詞的最終來源是波斯的「shamshir」一詞演變而來。與當時歐洲直刃雙刃劍（straight and double-edged）不同，「scimitar」開始用來代指所有曲狀的東方彎劍。

## 歷史
彎刀的最早使用紀錄可追溯到9世紀，出現在呼羅珊（Khurasan）的士兵中。由於其相對輕巧的重量與較大劍相比，再加上彎曲的設計，彎刀被用於騎馬作戰，適合在騎馬時砍擊對手。遊牧騎兵從經驗中學到，彎曲的刀刃更適合用來進行砍擊，因為刀身的弧形與騎兵揮砍時手臂的運動軌跡相匹配。突厥人、蒙古人、拉吉普特人和錫克人等多個民族都在戰爭中使用彎刀作為主要武器，直到槍枝與火藥的出現，彎刀從實戰武器自此轉成了儀式典禮用途與文化傳承的一部分。

## 種類
彎刀在不同的地方，有不同的鍛造方式與外觀，大致上可分成突厥蒙古軍刀（Turko-Mongol sabre）、阿拉伯劍（saif）、波斯劍（shamshir）、鄂圖曼彎刀（Kilij）、南亞單刃軍刀（Talwar）、阿富汗彎劍（Pulwar）、北非彎刀（Nimcha）、馬穆魯克劍（Mameluke）、阿里劍（Zulfiqar）以及埃及鐮刀（Khopesh），這些彎刀的設計雖然都是凸曲狀，但在長度、外觀以及鋒利程度都有所不同。

### 突厥蒙古軍刀

突厥蒙古軍刀

突厥蒙古軍刀（土耳其語：Türk-Moğol kılıcı）或稱遊牧軍刀（英語：nomadic sabre），是一種歐亞草原上各種遊牧民族（包括突厥和蒙古族）使用的一種劍，主要出现在8世纪至14世纪之间，是東方彎刀最早的雛形，其長度在75至100公分之間，刀身呈現柔和的弯曲狀，尖锐的刀尖適合用于刺擊，主要是針對骑马作战的需求设计的。

### 阿拉伯劍
阿拉伯劍（阿拉伯語：سيف）或稱賽義夫（英語：saif），是一把起源於阿拉伯的劍，刀刃較寬，有時還帶有獨特的鉤形護手。幾乎可以在所有阿拉伯人曾經居住的地方找到，而且每個地方的款式與材質都有些不同。

### 波斯劍
波斯劍（波斯語：شمشیر）或稱沙姆希爾（英語：Shamshir），是一種流行於波斯的彎劍，刀身細長。這把劍不像傳統劍直立佩戴，而是水平掛在身上，劍柄和劍尖朝上。它通常用來對付沒穿盔甲的對手，無論是步兵還是騎兵；雖然劍尖可以用來刺擊，但由於劍身彎曲，刺擊的準確度會比較差。劍的護手是偏移的，兩側長長的護手形成簡單的十字型。劍柄的刀根部分通常會用骨頭、象牙、木頭或其他材料製成，並用釘子或鉚釘固定。很多古老的波斯沙姆希爾劍都是用高品質的坩堝鋼製成，刀刃上還有漂亮的水紋。

### 鄂圖曼彎刀
鄂圖曼彎刀（土耳其語：kılıç）或稱基利傑（英語：Kilij），是一種單刃單手劍，由突厥蒙古軍刀演變而來，在槍枝出現之前，是鄂圖曼崇高國士兵的主要武器。

### 南亞單刃軍刀
南亞單刃軍刀（烏爾都語：تلوار）或稱塔爾瓦（英語：Talwar），主要源自印度斯坦一帶，在蒙兀兒帝國歷史境內範圍被發現，這種刀是一種獨特的軍刀，有著全金屬（金或鐵）製成的劍柄與彎曲的刀刃，起源於中世紀的印度西部，由當時的蒙古穆斯林王朝傳入，到了蒙兀兒帝國時代，這把軍刀成為了印度斯坦最受歡迎的劍型。

### 阿富汗彎劍
阿富汗彎劍（普什圖語：پلوار）或稱普爾瓦（英語：Pulwar），這把劍借鑑了鄰近地區劍型的特徵，刀身通常更加精細，劍柄由鐵製成，護手呈杯狀。劍柄和刀刃上通常會刻有精美的銘文和圖像。

### 北非彎刀
北非彎刀（阿拉伯語：نمشة）或稱尼姆查（英語：Nimcha），是一種來自北非的單手彎刀，這種彎刀在摩洛哥、阿爾及利亞和突尼西亞尤其常見。16世紀時，北非彎刀在北非成為士兵主要使用的武器。在外觀上，北非彎刀常可見到阿拉伯風格的劍柄，刀刃上會刻有圖拉赫（tugrah）字樣。

### 馬穆魯克劍
馬穆魯克劍（阿拉伯語：سيف مملوكي）或稱馬穆魯克（英語：Mameluke），是一種十字形劍柄且刀刃彎曲的劍，最初源自馬穆魯克蘇丹國士兵所使用的劍，因此得名。刀刃通常較長且較窄，彎曲程度較平，劍柄保留了原本的形狀，而刀刃則更像當時西方軍事彎刀的樣式。

### 阿里劍
阿里劍（阿拉伯語：ذو الْفَقار）或稱佐爾菲卡爾（英語：Zulfiqar），是波斯與阿拉伯中常見的一種彎刀設計，以其獨特的設計而著名，其中包括一個分叉的尖端，而不是像傳統的歐洲的雙刃劍。這種設計被穆斯林認為象徵著力量和正義，以及阿里的領導力和戰鬥英勇的象徵。其獨特的形狀使其在當時的劍中別具一格。

## 文化

### 古巴比倫時代
彎刀自古以來就是一個文化象徵。在古代阿卡德人（Akkadians）的文化中，彎刀又稱哈爾佩刀（harpe）在藝術中常被描繪為由國王和女神伊什塔爾（Ishtar）所持有。在古巴比倫時期，藝術作品中常見神祇如馬爾杜克（Marduk）、伊什塔爾（Ishtar）、尼努爾塔（Ninurta）和尼爾加爾（Nergal）手持彎刀，象徵著王權與武力。在這一時期，常見的藝術作品中，國王或神祇會踩在敵人身上，手持著彎刀。

沙烏地阿拉伯王國的國旗上包括了彎刀與清真言

### 伊斯蘭文化
彎刀或稱賽義夫劍（saif）在伊斯蘭文化中是一個重要的象徵，甚至在國旗與國徽上都能見到。賽義夫劍在不同的地方也有不同的意思，包括:
- Saif al-Haqq「真理之劍」
- Saif al-Islam「伊斯蘭之劍」
- Sayf al-Dawla「國家之劍」
- Saif Ullah Al-masloul「真主之劍」
- Saif ul-Mulk「領土之劍」
- Saif ul-Ali「阿里之劍」
- Saif al Din「宗教之劍」